# Potěmkinové
Potěmkinové (rusky Потёмкины, tedy vlastně Poťomkinové) je ruský hraběcí a knížecí rod Svaté říše římské.
Z tohoto rodu pocházel také slavný kníže Grigorij Alexandrovič Potěmkin-Tavrický, blízký přítel carevny Kateřiny Veliké. .

## Historie
Rod Potěmkinů pochází z Polska, když do služeb velkoknížete Vasilije Ivanoviče (1505-1533) přišel šlechtic Jan/Hans Potępski. Poté, co přešel k pravoslaví a přijal jméno Tarasij Alexandrovič Potěmkin, velkoknížete mu daroval votčinu, a stal se tak zakladatelem rodu Potěmkinů.
Po přijetí rodu do Smolenského šlechtického shromáždění, byli zapsáni do knihy šlechtických rodů Smolenské gubernie.